# Washington Redskins 2017
La stagione 2017 dei Washington Redskins è stata la 86ª della franchigia nella National Football League e la quarta con Jay Gruden come capo-allenatore. La squadra non è riuscita a migliorare il record di 8–7–1 della stagione precedente, chiudendo con 7 vittorie e 9 sconfitte e mancando l'accesso ai playoff per il secondo anno consecutivo.
Nella settimana 2, i Redskins hanno affrontato i Rams a Los Angeles per la prima volta in 23 anni, ottenendo la prima vittoria al Coliseum in 43 anni.

## Scelte nel Draft 2017

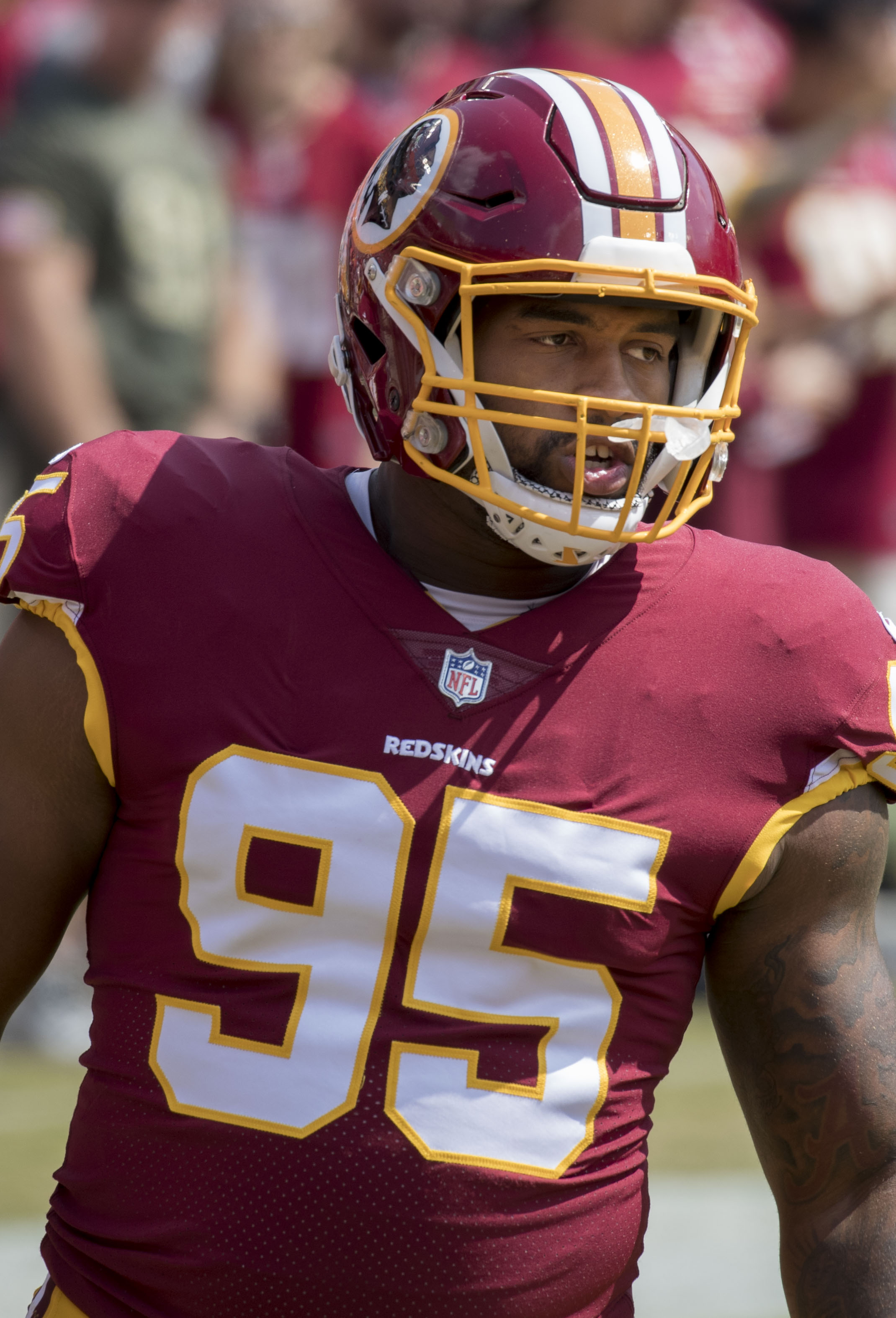
Jonathan Allen fu la scelta del primo giro dei Redskins nel Draft 2017

| Scelte dei Redskins nel Draft 2017 |        |                     |       |                |
| Giro                               | Scelta | Giocatore           | Ruolo | College        |
| 1                                  | 17     | Jonathan Allen      | DE    | Alabama        |
| 2                                  | 49     | Ryan Anderson       | LB    | Alabama        |
| 3                                  | 81     | Fabian Moreau       | CB    | UCLA           |
| 4                                  | 114    | Samaje Perine       | RB    | Oklahoma       |
| 4                                  | 123    | Montae Nicholson    | S     | Michigan State |
| 5                                  | 154    | Jeremy Sprinkle     | TE    | Arkansas       |
| 6                                  | 199    | Chase Roullier      | C     | Wyoming        |
| 6                                  | 209    | Robert Davis        | WR    | Georgia State  |
| 7                                  | 230    | Josh Harvey-Clemons | S     | Louisville     |
| 7                                  | 235    | Joshua Holsey       | CB    | Auburn         |

## Staff
| Staff dei Washington Redskins nel 2017 |
| --- |
| Organi dirigenziali - Proprietario: Daniel Snyder - General manager: Vacante - Direttore dello sviluppo del personale: Phillip Daniels - Direttore amministrativo: Paul Kelly Capo allenatore - Capo allenatore: Jay Gruden Altri allenatori - Preparatore atletico – Chad Englehart - Assistente – Kavan Latham and Jake Sankal - Head athletic trainer – Larry Hess Allenatori dell'attacco - Coordinatore offensivo – Matt Cavanaugh - Quarterback – Kevin O'Connell - Running back – Randy Jordan - Wide receiver – Ike Hilliard - Tight end – Wes Phillips - Offensive line – Bill Callahan - Assistente offensive line – Kevin Carberry - Controllo qualità – Vacante Allenatori della difesa - Coordinatore difensivo – Greg Manusky - Defensive line – Jim Tomsula - Linebacker – Kirk Olivadotti - Defensive back – Torrian Gray - Assistente defensive back - James Rowe - Controllo qualità – Chad Grimm Allenatori dello special team - Coordinatore Special team – Ben Kotwica - Assistente – Bret Munsey |

## Roster
| Roster dei Washington Redskins nel 2017 |
| --- |
| Quarterback - 8 Kirk Cousins - 12 Colt McCoy Running Back - 34 Mack Brown - 20 Robert Kelley - 32 Samaje Perine - 25 Chris Thompson KR Wide Receiver - 80 Jamison Crowder PR - 18 Josh Doctson - 14 Ryan Grant - 11 Terrelle Pryor - 83 Brian Quick Tight End - 85 Vernon Davis - 84 Niles Paul - 86 Jordan Reed - 87 Jeremy Sprinkle Offensive Linemen - 68 Tyler Catalina G - 69 T.J. Clemmings T - 77 Shawn Lauvao G - 61 Spencer Long C - 76 Morgan Moses T - 79 Ty Nsekhe T - 73 Chase Roullier C - 75 Brandon Scherff G - 71 Trent Williams T Defensive Linemen - 95 Jonathan Allen DE - 72 Anthony Lanier DE - 90 Ziggy Hood DE - 98 Matt Ioannidis DE - 97 Terrell McClain DE - 92 Stacy McGee DE Linebacker - 52 Ryan Anderson OLB - 53 Zach Brown ILB - 55 Chris Carter OLB - 51 Will Compton ILB - 54 Mason Foster ILB - 58 Junior Galette OLB - 40 Josh Harvey-Clemons ILB - 91 Ryan Kerrigan OLB - 94 Preston Smith OLB - 50 Martrell Spaight ILB Defensive Back - 26 Bashaud Breeland CB - 47 Quinton Dunbar CB - 22 Deshazor Everett SS - 29 Kendall Fuller CB - 38 Joshua Holsey CB - 39 Stefan McClure SS - 31 Fabian Moreau CB - 35 Montae Nicholson FS - 24 Josh Norman CB - 36 D.J. Swearinger FS Special Team - 3 Dustin Hopkins K - 57 Nick Sundberg LS - 5 Tress Way P Lista delle riserve - 45 E.J. Bibbs TE (IR) - -- Kevin Bowen T (IR) - 30 Su'a Cravens SS - 23 DeAngelo Hall FS (PUP) - 88 Levern Jacobs WR (IR) - -- Keith Marshall RB (IR) - 93 Trent Murphy OLB (IR) - 99 Phil Taylor NT (IR) - 56 Ron Thompson Jr. OLB (IR) - 48 Lynden Trail OLB (IR) Squadra di allenamento - 17 Dres Anderson WR - 63 Brandon Banks DE - 19 Robert Davis WR - 60 Anthony Fabiano C - 13 Maurice Harris WR - 82 Manasseh Garner TE - 67 Kyle Kalis G - 45 Pete Robertson ILB - 25 Fish Smithson FS - 10 Alek Torgersen QB 53 attivi, 10 inattivi, 10 nella squadra di allenamento |
| Legenda - I rookie sono in corsivo. - Il primo ruolo è il principale mentre gli eventuali successivi indicano i ruoli secondari. - (IR) sta per Injured Reserve ed indica la lista ristretta per un solo giocatore infortunato che può tornare ad allenarsi dopo la settimana 6 e a rientrare in prima squadra dopo che questa ha giocato 8 partite. - (NF-Inj.) / (NF-Ill.) stanno rispettivamente per Non-Football Injured e Non-Football Illness ed indicano le liste dove viene inserito un giocatore che ha un infortunio o una malattia non dipendente dal football americano. - (PUP) sta per Physically Unable to Perform ed indica la lista dove viene inserito un giocatore mentre è in attesa di recuperare la condizione fisica. Nella stagione regolare dopo la sesta partita giocata dalla propria squadra, il giocatore ha tempo tre settimane per riprendere ad allenarsi, più tre settimane aggiuntive dal suo rientro agli allenamenti per rientrare in prima squadra. |

## Calendario

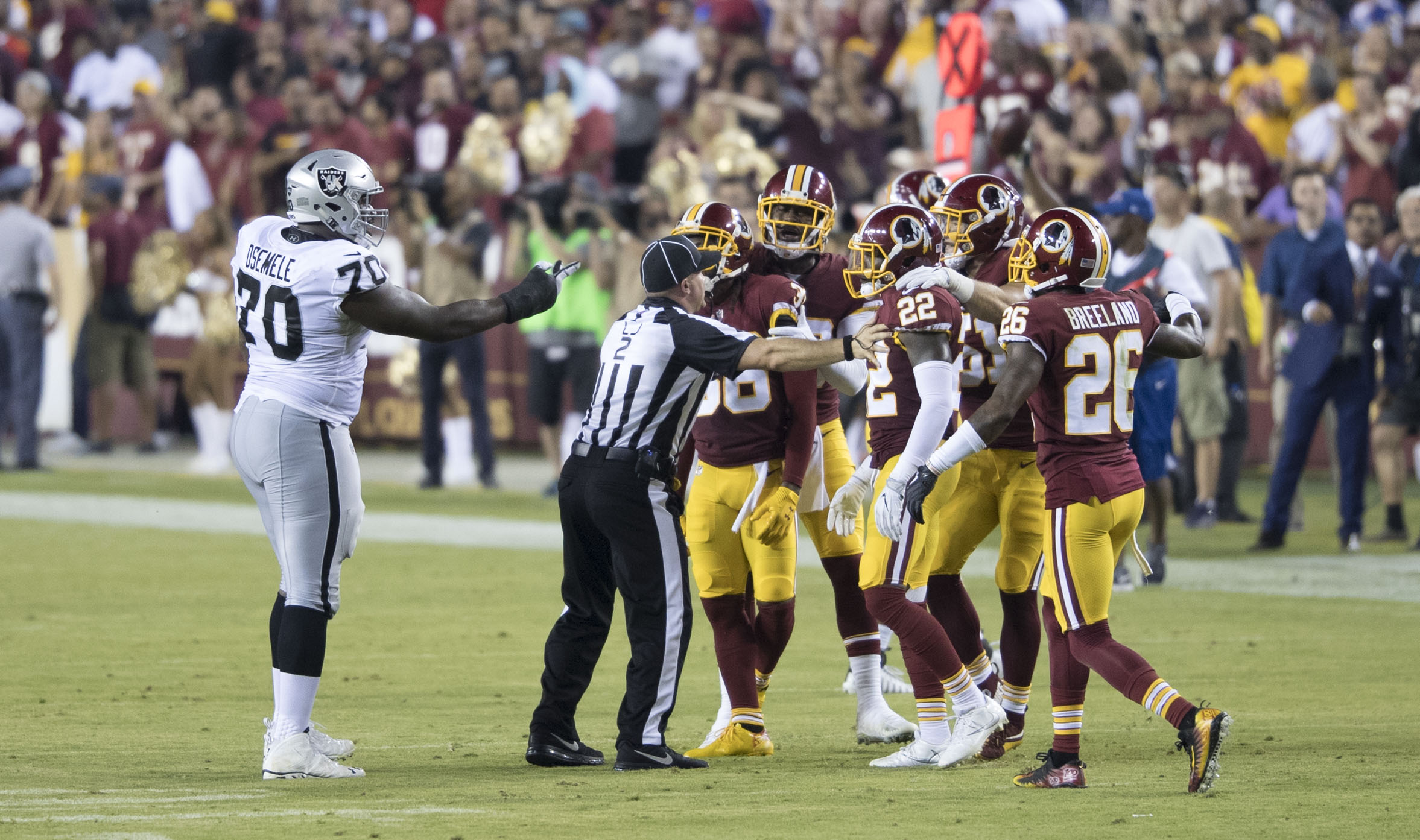
La gara della settimana 3 coi Raiders

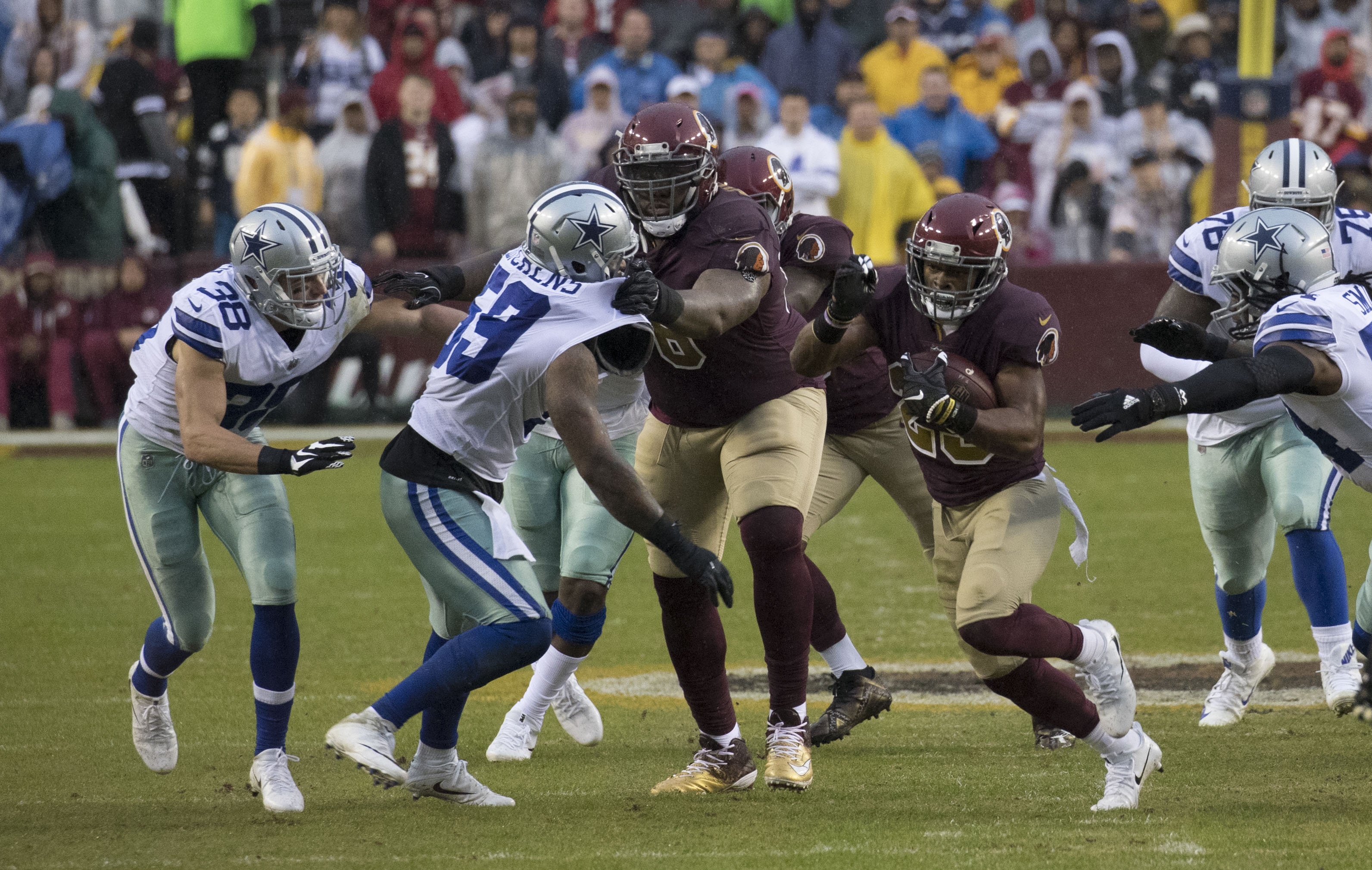
La gara della settimana 8 coi Cowboys

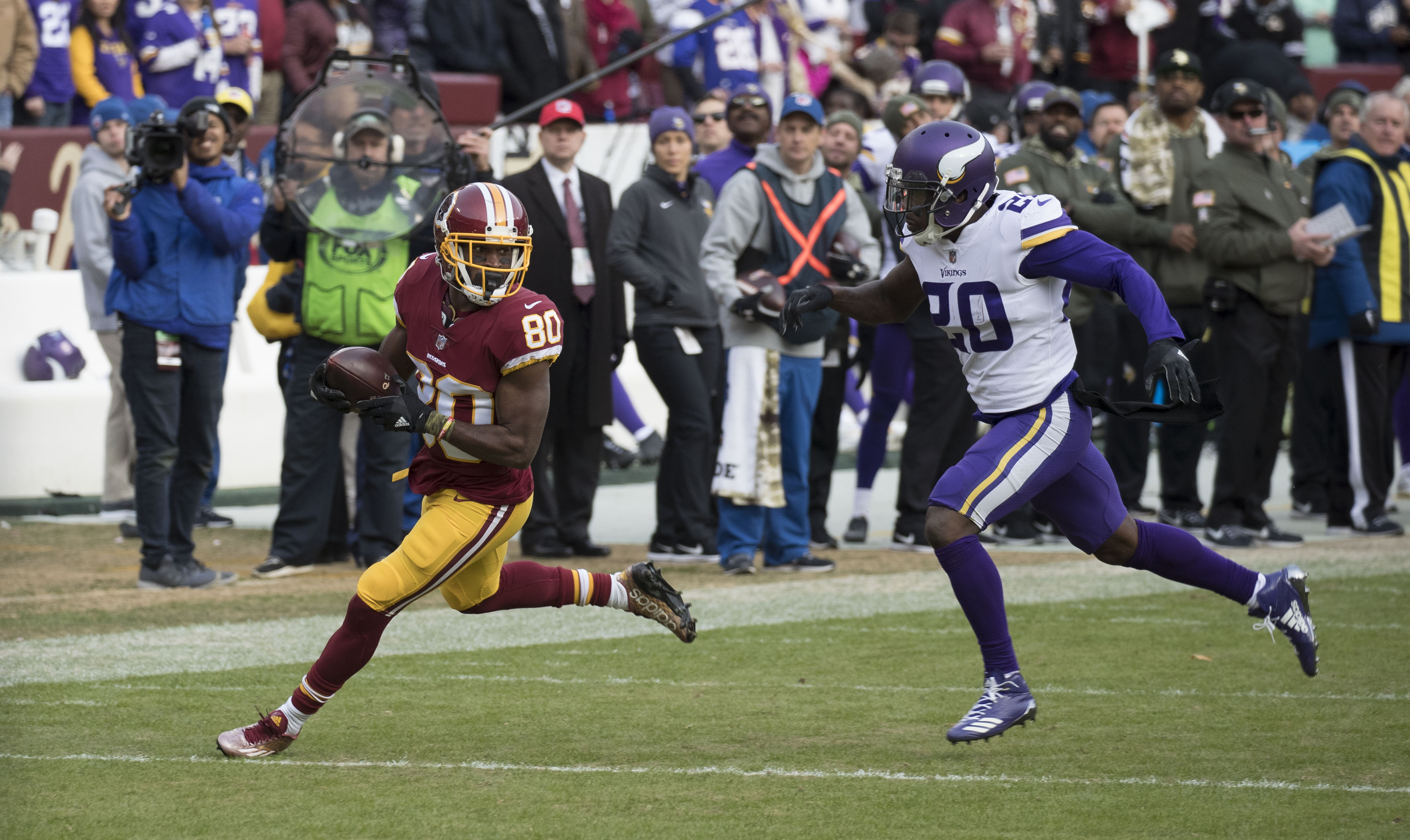
La gara della settimana 10 coi Vikings

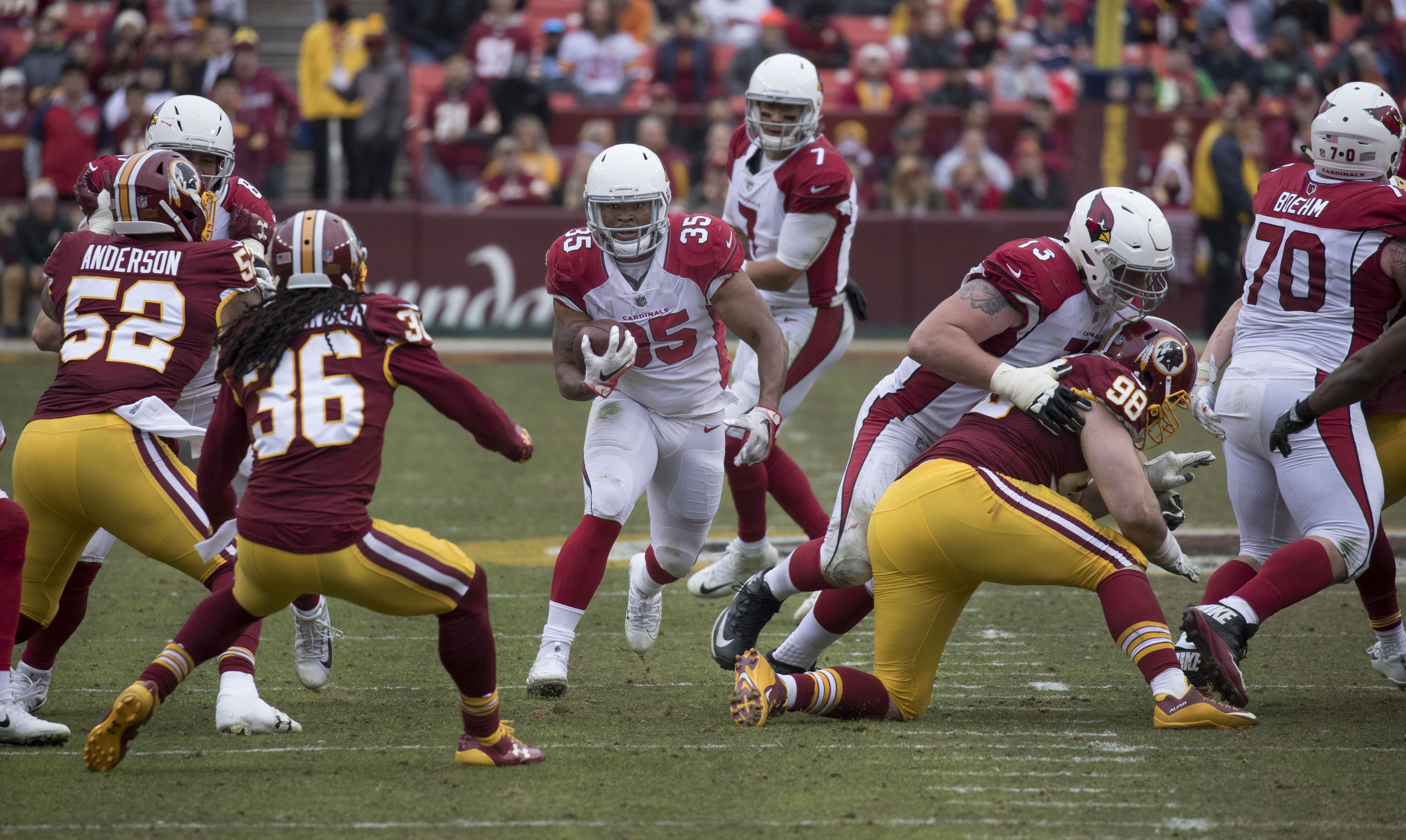
La gara della settimana 15 coi Cardinals

Il calendario della stagione è stato annunciato il 20 aprile 2017.
| Turno | Data               | Avversario              | Risultato          | Record             | Stadio                        | NFL.com recap      |
| ----- | ------------------ | ----------------------- | ------------------ | ------------------ | ----------------------------- | ------------------ |
| 1     | 10/9               | Philadelphia Eagles     | S 17–30            | 0–1                | FedExField                    | Recap              |
| 2     | 17/9               | at Los Angeles Rams     | V 27–20            | 1–1                | Los Angeles Memorial Coliseum | Recap              |
| 3     | 24/9               | Oakland Raiders         | V 27–10            | 2–1                | FedExField                    | Recap              |
| 4     | 2/10               | at Kansas City Chiefs   | S 20–29            | 2–2                | Arrowhead Stadium             | Recap              |
| 5     | Settimana di pausa | Settimana di pausa      | Settimana di pausa | Settimana di pausa | Settimana di pausa            | Settimana di pausa |
| 6     | 15/10              | San Francisco 49ers     | V 26–24            | 3–2                | FedExField                    | Recap              |
| 7     | 23/10              | at Philadelphia Eagles  | S 24–34            | 3–3                | Lincoln Financial Field       | Recap              |
| 8     | 29/10              | Dallas Cowboys          | S 19–33            | 3–4                | FedExField                    | Recap              |
| 9     | 5/11               | at Seattle Seahawks     | V 17–14            | 4–4                | CenturyLink Field             | Recap              |
| 10    | 12/11              | Minnesota Vikings       | S 30–38            | 4–5                | FedExField                    | Recap              |
| 11    | 19/11              | at New Orleans Saints   | S 31–34 (DTS)      | 4–6                | Mercedes-Benz Superdome       | Recap              |
| 12    | 23/11              | New York Giants         | V 20–10            | 5–6                | FedExField                    | Recap              |
| 13    | 30/11              | at Dallas Cowboys       | S 14–38            | 5–7                | AT&T Stadium                  | Recap              |
| 14    | 10/12              | at Los Angeles Chargers | S 13–30            | 5–8                | StubHub Center                | Recap              |
| 15    | 17/12              | Arizona Cardinals       | V 20–15            | 6–8                | FedExField                    | Recap              |
| 16    | 24/12              | Denver Broncos          | V 27–11            | 7–8                | FedExField                    | Recap              |
| 17    | 31/12              | at New York Giants      | S 10–18            | 7–9                | MetLife Stadium               | Recap              |

Note
- Gli avversari della propria division sono in grassetto.

## Premi individuali

### Pro Bowler
Tre giocatori dei Redskins sono stati convocati per il Pro Bowl 2018:
- Ryan Kerrigan, outiside linebacker, 3ª convocazione
- Trent Williams, offensive tackle, 6ª convocazione
- Brandon Scherff, offensive guard, 3ª convocazione

### Premi settimanali e mensili
- Kirk Cousins:

Miglior giocatore offensivo della NFC della settimana 3

## Classifiche

### Conference
| Classifica della NFC 2017                                | Classifica della NFC 2017  | Classifica della NFC 2017 | Classifica della NFC 2017 | Classifica della NFC 2017 | Classifica della NFC 2017 | Classifica della NFC 2017 | Classifica della NFC 2017 | Classifica della NFC 2017 | Classifica della NFC 2017 | Classifica della NFC 2017 | Classifica della NFC 2017 | Classifica della NFC 2017 |
| #                                                        | Squadra                    | Division                  | V                         | P                         | N                         | %                         | DIV                       | CONF                      | PF                        | PS                        | D                         | STR                       |
| -------------------------------------------------------- | -------------------------- | ------------------------- | ------------------------- | ------------------------- | ------------------------- | ------------------------- | ------------------------- | ------------------------- | ------------------------- | ------------------------- | ------------------------- | ------------------------- |
| Vincitori delle division                                 |                            |                           |                           |                           |                           |                           |                           |                           |                           |                           |                           |                           |
| 1                                                        | xyz* – Philadelphia Eagles | East                      | 13                        | 3                         | 0                         | 81,3%                     | 5-1                       | 10-2                      | 457                       | 295                       | 162                       | P-1                       |
| 2                                                        | xyz – Minnesota Vikings    | North                     | 13                        | 3                         | 0                         | 81,3%                     | 5-1                       | 10-2                      | 382                       | 252                       | 130                       | V-3                       |
| 3                                                        | xy – Los Angeles Rams      | West                      | 11                        | 5                         | 0                         | 68,8%                     | 4-2                       | 7-5                       | 478                       | 329                       | 149                       | P-1                       |
| 4                                                        | xy – New Orleans Saints    | South                     | 11                        | 5                         | 0                         | 68,8%                     | 4-2                       | 8-4                       | 448                       | 326                       | 122                       | P-1                       |
| Wild Card                                                |                            |                           |                           |                           |                           |                           |                           |                           |                           |                           |                           |                           |
| 5                                                        | xw – Carolina Panthers     | South                     | 11                        | 5                         | 0                         | 68,8%                     | 3-3                       | 7-5                       | 363                       | 327                       | 36                        | P-1                       |
| 6                                                        | xw – Atlanta Falcons       | South                     | 10                        | 6                         | 0                         | 62,5%                     | 4-2                       | 9-3                       | 353                       | 315                       | 38                        | V-1                       |
| Non qualificate per i playoff                            |                            |                           |                           |                           |                           |                           |                           |                           |                           |                           |                           |                           |
| 7                                                        | Detroit Lions              | North                     | 9                         | 7                         | 0                         | 56,3%                     | 5-1                       | 8-4                       | 410                       | 376                       | 34                        | V-1                       |
| 8                                                        | Seattle Seahawks           | West                      | 9                         | 7                         | 0                         | 56,3%                     | 4-2                       | 7-5                       | 366                       | 332                       | 34                        | P-1                       |
| 9                                                        | Dallas Cowboys             | East                      | 9                         | 7                         | 0                         | 56,3%                     | 5-1                       | 7-5                       | 354                       | 332                       | 22                        | V-1                       |
| 10                                                       | Arizona Cardinals          | West                      | 8                         | 8                         | 0                         | 50%                       | 3-3                       | 5-7                       | 295                       | 361                       | -66                       | V-2                       |
| 11                                                       | Green Bay Packers          | North                     | 7                         | 9                         | 0                         | 43,8%                     | 2-4                       | 5-7                       | 320                       | 384                       | -64                       | P-3                       |
| 12                                                       | Washington Redskins        | East                      | 7                         | 9                         | 0                         | 43,8%                     | 1-5                       | 5-7                       | 342                       | 388                       | -46                       | P-1                       |
| 13                                                       | San Francisco 49ers        | West                      | 6                         | 10                        | 0                         | 37,5%                     | 1-5                       | 3-9                       | 331                       | 383                       | -52                       | V-5                       |
| 14                                                       | Tampa Bay Buccaneers       | South                     | 5                         | 11                        | 0                         | 31,3%                     | 1-5                       | 3-9                       | 335                       | 382                       | -47                       | V-1                       |
| 15                                                       | Chicago Bears              | North                     | 5                         | 11                        | 0                         | 31,3%                     | 0-6                       | 1-11                      | 264                       | 320                       | -56                       | P-1                       |
| 16                                                       | New York Giants            | East                      | 3                         | 13                        | 0                         | 18,8%                     | 1-5                       | 1-11                      | 246                       | 388                       | -142                      | V-1                       |
| Legenda                                                  |                            |                           |                           |                           |                           |                           |                           |                           |                           |                           |                           |                           |
| w — Qualificata ai playoff come wild card                |                            |                           |                           |                           |                           |                           |                           |                           |                           |                           |                           |                           |
| x — Qualificata ai playoff                               |                            |                           |                           |                           |                           |                           |                           |                           |                           |                           |                           |                           |
| y — Vincitrice della division                            |                            |                           |                           |                           |                           |                           |                           |                           |                           |                           |                           |                           |
| z — Qualificata direttamente al secondo turno di playoff |                            |                           |                           |                           |                           |                           |                           |                           |                           |                           |                           |                           |
| * — Vantaggio del fattore campo nei playoff              |                            |                           |                           |                           |                           |                           |                           |                           |                           |                           |                           |                           |